# Shut Eye
Shut Eye (dt. wörtlich geschlossenes Auge) ist eine Fernsehserie, welche im Auftrag der Videoplattform Hulu  entstand.
Die erste Staffel der Serie, bestehend aus 10 Folgen, wurde komplett am 7. Dezember 2016 veröffentlicht. Im März 2017 wurde die Serie um eine zweite Staffel verlängert, welche erneut 10 Folgen umfasste und komplett am 6. Dezember 2017 veröffentlicht wurde. Am 30. Januar 2018 wurde bekanntgegeben, dass die Serie keine 3. Staffel erleben wird und eingestellt wurde.
Eine deutschsprachige Erstausstrahlung soll ab 15. November 2018 beim Bezahlsender ProSieben FUN erfolgen.

## Inhalt
Die Serie dreht sich um das Leben des gescheiterten Magiers Charlie Haverford (Jeffrey Donovan), der jetzt als Hellseher arbeitet und plötzlich echte Visionen hat.

## Besetzung
- Jeffrey Donovan als Charlie Haverford
- KaDee Strickland als Linda Haverford
- Angus Sampson als Fonso
- David Zayas als Eduardo Bernal
- Emmanuelle Chriqui als Gina
- Isabella Rossellini als Rita
- Dylan Ray Schmid als Nick
- Havana Guppy als Drina